# Закон о рудницима
Закон(ик) о рудницима или Новобрдски законик је скуп закона које је 29. јануара 1412. године објавио деспот Стефан Лазаревић (кнез 1389—1402, деспот 1402—1427), али се сматра да је формулисан још 1390. године. Сам документ је јединствен правни споменик средњовековне Србије и по својој правној и историјској вредности превазилази српске националне оквире. Поред закона који се односе на само рударство, у склопу текста се налазе законске одредбе које се тичу уређења и живота у Новом Брду (тзв. Статут Новог Брда), које је у то време било највећи рудник на Балканском полуострву. Сам спис је очуван у неколико познијих преписа, од којих је најзначајнији илустровани препис из XVI века, који је откривен 1959. године када је поклоњен Српској академији наука и уметности, а данас се налази у Архиву САНУ.

## О законику о рудницима
Деспот Стефан је на молбу грађана одлучио да образује комисију од 24 члана која ће написати овај законик. Сви чланови ове комисије морали су бити из Новог Брда, и " Добри људи" како би били квалификовани за овај посао. Овај законик издат је у облику повеље, што је било уобичајено и за друге европске земље које су имале развијено рударство.
Овај законик био је намењен рударима из места Ново Брдо. У средњем веку се рударски закони нису доносили за читаве земље већ само за одређене њене делове, али су њихове одредбе биле примењиване и у рудницима који су тек настајали.

### Структура законика
Овај законик се састојао из 2 дела. У првом делу су се налазили прописи везани за организацију рударске производње и прописи о свему што је било битно за омогућавање несметаног обављања производње. Имао је 51 члан. Ови чланови су обухватали: право проветравања и довођења ваздуха кроз туђе ровове, односе поводом пробног копа и рудног копа, закуп окна, алата и машина, решавање спорова који би настајали приликом експлоатације руде, оснивање рударских дружина, купопродаја рударске баштине и многе друге области. Овај, први, део законика је служио како би се обезбедило несметано обављање рударске производње, без прекида рада у рудницима и топионицама.
Други део законика заправо представља градско право Новог Брда за време деспота Стефана. Овај део се састоји од 22 члана. Они су прописивали: глобе, таксе, висину тих глоба и расподелу међу градским властима, надлежност судова, ред на тргу, обавезе продавца, највише цене меса, дрвета, коже, тканина, највише цене занатских производа, али и положај католика, обавезе књижења свих промена у својини над некретнинама, као и права и дужности градских становника.

## Рударство у Србији у средњем веку
Покретање рударске производње у средњовековној Србији отпочело је средином XIII века доласком рудара Саса. Брзо су обнављани рудници у Србији и Босни, на рудоносним локацијама познатим из античког и праисторијског доба. Две су претпоставке одакле су Саси дошли и под којим су се околностима населили у Србији. Једна је да су Саси дошли из Ердеља у време татарске инвазије (1241–1242), а друга да су дошли као колонисти на позив краља Уроша I (1243–1276). Први пут се спомињу у повељи Уроша I, са местом деловања у Брскову.
Захваљујући Сасима Брсково је брзо добило уређење по узору на оно које су донели из домовине. Саси су као грађани Брскова учествовали у управљању градом, уживали су аутономију, имали су свог кнеза, цркву, свештенство и аутономно судство. Из Брскова су се према потреби премештали. На Руднику се појављују крајем XIII века, а у Трепчи и Новом Брду почетком XIV века. Њиховим доласком уводи се напреднија технологија производње и основе рударског права. Своја знања и културу утискују у српску средину, уводе рударску терминологију, уређују рударске центре и слично.
Бројни сачувани топоними у Србији подсећају на Сасе. У средњовековној Србији експлоатисане су руде злата, сребра, бакра, олова, цинка и гвожђа. По снази Немањићке државе може се закључити да су рудници били богати и издашни. Рударство је било окосница богатства, економске, политичке и војне моћи средњовековне Србије. Француз Букар је 1332. године записао: „Тренутно у Србији има сто рудника злата и исто толико рудника сребра. Осим тога постоје и рудишта сребра која се тек откривају.” Кратовил је 1454–1455. записао: „Али оно што је у Србији од свега најзначајније, то је да се тамо злато и сребро могу наћи као што се вода налази у изворима, да се уз реку среће шљунак у коме има толико злата колико и у Индији, а које је притом знатно лепше.” Позната су испиралишта злата на златоносним рекама: Пек, Буковачка река, Лисичји поток, Комча, Речица. У долини Млаве, поред Новаковог потока, откривена су стара окна и галерије. У Великом Бубњу и Јокином потоку откривен је пиритни и златоносни кварц.
Са развојем рударства и металургије јача трговина и занатство, подижу се нови градови. Бројни су центри средњовековног рударства са развијеним градским животом и колонијама дубровачких трговаца. Рудничка механизација и опрема функционално је знатно унапређена или је осмишљена, направљена и уведена у употребу нова. Ради безбедности уведено је подграђивање подземних просторија дрвеном подградом, за уклањање воде из јаме користе се клипне пумпе направљене од издубљених стабала, за извлачење руде употребљавају се дрвени извозни стројеви које покреће вода, човек или домаћа животиња.
Употребом ватре и воде за разарање стена и силаском са експлоатационим радовима на веће дубине јавља се потреба за ветрењем јама. У ту сврху конструишу се вентилатори на принципу меха или воденичног кола. У јамском транспорту користе се сипке и колица, а у транспорту руде до топионице ојачана кола са коњском или воловском вучом. Присутне су новине и у припреми минералних сировина, уводе се у употребу механички и хидросепаратори, а за уситњавање руде користи се камени точак. Иновације на постојећој опреми и машинама, смишљање нових конструкција и градња опреме дело су креативности средњовековних рудара.
Ковнице новца у средњовековној Србији биле су у: Рудишту, Сребрници, Смедереву, Плани, Трговишту, Расу, Брскову, Копорићу, Звечану, Призрену, Пећи, Приштини, Новом Брду, Скопљу, Охриду, Скадру и Бару. Ковање новца била је привилегија владара. Рудници су имали обавезу да део ископане руде уступе владару. То је био порез који се називао урбур и њега су убирали урбурари. Рударска производња и трговина металом слободно се одвијала, било је дозвољено стицање трајне својине над рудником, тзв. баштина. Уз руднике и рударске центре, односно тргове, постављане су царине које је владар давао у закуп. Рудници су могли имати више власника.

## Историјски услови за доношење законика о рудницима
Када је тринаест година после косовске битке млади Стефан Лазаревић примио из руку Јована VII Палеолога знаке деспотског достојанства, Србија je, иако веома умањена и y сенци сталних притисака на њен интегритет, кренула путем унутрашње стабилизације и привредног просперитета. Одлучан y савлађивању сепаратистичких тенденција великаша и y организовању стабилног правног поретка, a истовремено изванредно умешан дипломата y наизменичним преговорима са Угрима и Турцима, прихватајући вазални однос, деспот Стефан je продужио живот средњовековне српске државе. За остварење својих циљева деспот Стефан морао имати и одговарајућа материјална средства, a један од основних извора његовог богатства били су приходи од рудника. Највећи рударско- трговачки центар на Балкану било je y то доба Ново Брдо. Оно је припадало и деспотовом оцу, кнезу Лазару. Деспот Стефан Лазаревић каже за Ново Брдо да је то његов град и посвећује му посебну пажњу.
Рудник je y Новом Брду отворен је вероватно за време краља Милутина. У лето 1349. y граду је боравио цар Душан и примио велико посланство из Дубровника, a y следству тога издао je 20. септембра те године Дубровчанима повељу. У другој половини XIV века Ново Брдо je већ надалеко чувен рудник и значајан град, y коме има стално настањених Дубровчана и других странаца. Град ће бити y пуном процвату, као место добро организоване експлоатације рудника и као центар унутрашње и спољне трговине, све до пада Деспотовине.
Значај рудника Ново Брдо био је пре свега y квалитету руде која ce ту добијала. To je било гламско сребро које садржи одређен проценат злата и кога је било, y мањим количинама, једино још y суседном Јањеву. Богата налазишта сребра била су и y Трепчи, али без примеса злата. Поред квалитета, радило ce и о великим количинама руде вађене y Новом Брду. Према књизи дубровачке ковнице за 1422. годину, увезено је из Србије и Босне за годину дана 5,67 тона сребра, што је износило више од једне петине укупне европске производње.
Уз овако богат рудник развио ce и за оно доба велики град, добро утврђен, са многим црквама и шароликим становништвом. Поред рудара, Саса и све више Срба, живели су ту страни трговци, Дубровчани, Которани, Млечани, a продирањем Турака почели су да пристижу и Грци, све то уз домаће ,,баштинике“, пуноправне грађане.
О развијености и богатству града сведочи и изненађујуће велики број занатлија. У трговачкој књизи Дубровчанина Михајла Лукаревића, из тридесетих година XV века, налазе ce имена више од педесет занатлија из самога града, и 32 из непосредне околине. Било је и златара који су радили y ковници и код куће правили „накит y српском стилу“ , Новија археолошка открића указују на развијено грнчарство и на јасно уобличену домаћу керамику. Ново Брдо je било и не мање значајан културни центар.
Овако развијен и значајан град имао је ове услове да буде организован као посебан јавно-правни субјект, да има своју аутономију и евентуално свој статут, као што су ,то имали многи градови широм Европе тог доба. Међутим, питање правног уређења y Новом Брду дуго није било предмет интересовања наших историчара, иако су постојали неки документи који су указивали на постојање новобрдске аутономије. Интересовање за право у Новом Брду побуђено је тек када je 1962. године објављен рукопис Рударског закона за Ново Брдо деспота Стефана Лазаревића из 1412.

## Сачувани рукописи
Закон о рудницима деспота Стефана Лазаревића, у илустрованом препису из XVI века, откривен је 1959. године. Непосредно након њега, пронађене су још две верзије (латинична и турска) у којима нема закона о животу у Новом Брду, а поједини делови су укључени у Саски закон Сулејмана Величанственог (1520—1566).

### Илустровани ћирилични препис
Илустровани препис Закона о рудницима, настао је око 1580. године, а на основу неколико записа на њему може се делимично пратити његов историјат. Стотинак година након настанка, рукопис је 1674. године откупио од попадије Стојне поп Георгије за 120 аспри. Крајем века, нашао се у поседу хеким-баше Алипашића, који је био османски чиновник или лекар. Он га је 1707. године поклонио митрополиту београдско-пожаревачком Михајлу (1703—1707), након чега рукопис долази у посед патријарха Арсенија IV Шакабенте (1727—1748). Током тог периода, њиме су руковали еклезијарх Филотеј и јерођакон Михаило, уз које је забележена 1745. година, док је на другом месту уписана 1753. године. Никола Радојчић, који је у име САНУ истраживао рукопис, сматра да се он из патријаршијске библиотеке преселио у Беч. Током наредна два века, рукопис се налазио у приватном власништву, пошто на себи нема печата неке званичне институције, да би се након Другог светског рата појавио на једној аукцији антиквитета. Том приликом, купила га је супруга југословенског амбасадора др Францеа Хочевара, који је рукопис 11. априла 1959. године (тада је био амбасадор у Букурешту) поклонио Српској академији наука и уметности. Рукопис је смештен у Архив САНУ, а академик Радојчић је 1962. године објавио сам рукопис и свој рад о њему под називом „Закон о рудницима деспота Стефана Лазаревића”.
Сам рукопис има оријентални изглед, са корицама (10 cm x 28 cm) унутар којих се налази 27 листова (10 cm x 28cm):
- на прва два се налазе минијатуре
- од 3. до 26. се налази текст Законика
- на 27. листу се налазе познији записи

Коришћени папир поседује италијанске водене жигове, док су листови повезивани на начин карактеристичан за османски период. На свакој страници се налазио златном линијом оивичен правоугаони простор унутар кога је уписан текст. Ток рукописа је на 19. листу преплетеним орнаментом који дели први део рукописа (Закон о рудницима) од другог дела (тзв. Статут Новог Брда).

### Латинични препис
Латинични препис Закона о рудницима, пронашао је академик Петар Колендић у Градској библиотеци града Сплита. Рукопис носи датум 26. јул 1638. године, а настао је бугарском рударском центру Ћипровцу. Писан је латиницом на 13 страна, а већина ћириличних слова замењена је својим латиничним еквивалентима, док је за преостала слова коришћен следећи систем:
- је мењало
- је мењало
- и  је мењало
- и  је мењало
- је мењало  и

Пајерок је коришћен за апостроф, а титла за скраћенице. На основу упоређивања два текста, закључено је да је овај препис базиран на старијој варијанти од оне коришћене у ћириличком, а подељен је на поглавља (35) који су означени арапским цифрама.

### Турски превод
Турски превод Закона о рудницима, пронађен је у склопу османског акта изданог 25. априла 1494. године и попут латиничног преписа садржи само 35 поглавља која одговарају првом делу ћириличног рукописа.

## Датирање Закона о рудницима
У историјској науци је настао спор око датирања Законика о рудницима. У самом рукопису се наводи да је настао у годину 6920, индикта 13, месеца јануара 29. Неслагање података лежи у чињеници да година 6920 од постанка света одговара 1412. години од Христовог рођења, док се 13 индикт може односити на године 1389/1390, 1404/1405. или 1419/1420, током владавине Стефана Лазаревића. Поред тога, додатну забуну у датирање уносе анахрони подаци који помињу са једне стране смрт кнеза Лазара (1371—1389), саветовању са мајком Милицом (умрла 1405. године) и патријархом Спиридоном (1380—1389), султана Бајазита (1389—1402), док се са друге се помиње година 1412, а сам Стефан са титулом деспота коју носи тек од 1402. године.
Према академику Сими Ћирковићу, који је разматрао аргументе обе стране, највероватније је Закон о рудницима првобитно формулисан 1390. године, а Стефан га је потврдио 1412. године након што је повратио контролу над јужним деловима државе (предели јужно од Западне Мораве), после погибије свог млађег брата Вука 1410. године. Он то тумачи устаљеном праксом владара да након освајања или доласка у посед неке територије потврди претходне повеље које се односе на те територије.